# Нью-Бедфорд (Іллінойс)
Нью-Бедфорд (англ. New Bedford) — селище (англ. village) в США, в окрузі Бюро штату Іллінойс. Населення — 76 осіб (2020).

## Географія
Нью-Бедфорд розташований за координатами 41°30′40″ пн. ш. 89°43′6″ зх. д. / 41.51111° пн. ш. 89.71833° зх. д. (41.511190, -89.718402).  За даними Бюро перепису населення США в 2010 році селище мало площу 0,46 км², уся площа — суходіл.

## Демографія
Згідно з переписом 2010 року, у селищі мешкало 75 осіб у 37 домогосподарствах у складі 20 родин. Густота населення становила 162 особи/км².  Було 44 помешкання (95/км²).
Расовий склад населення:
| - 98,7 % — білих - 1,3 % — азіатів |

До двох чи більше рас належало 0,0 %. Частка іспаномовних становила 2,7 % від усіх жителів.
За віковим діапазоном населення розподілялося таким чином: 24,0 % — особи молодші 18 років, 53,3 % — особи у віці 18—64 років, 22,7 % — особи у віці 65 років та старші. Медіана віку мешканця становила 44,8 року. На 100 осіб жіночої статі у селищі припадало 108,3 чоловіків;  на 100 жінок у віці від 18 років та старших — 96,6 чоловіків також старших 18 років.
Середній дохід на одне домашнє господарство  становив 51 311 долар США (медіана — 51 250), а середній дохід на одну сім'ю — 58 872 долари (медіана — 60 625). За межею бідності перебувало 6,0 % осіб, у тому числі 0,0 % дітей у віці до 18 років та 0,0 % осіб у віці 65 років та старших.
Цивільне працевлаштоване населення становило 33 особи. Основні галузі зайнятості: виробництво — 27,3 %, транспорт — 12,1 %, оптова торгівля — 12,1 %.